# Лафайет (Алабама)
Вижте пояснителната страница за други значения на Лафайет.
Лафайет (на английски: La Fayette) е град в Алабама, Съединени американски щати, административен център на окръг Чеймбърс. Населението му е 3234 души (2000).

## История
През 1832 г. е образуван новия окръг Чеймбърс. Предложено е административното седалище да бъде колкото се може по-близо до центъра на окръга. През октомври 1833 г. парцелите за новия град се продават на търг. Селището първо е наречено Чеймбърсвил, но до регистрирането му на 7 януари 1835 г., името е променено на Лафайет.
В града са снимани сцени от филма „Мисисипи в пламъци“. Лафайет е родно място на световния шампион по бокс Джо Луис.